# Zingiber flammeum
Zingiber flammeum là một loài thực vật có hoa trong họ Gừng. Loài này được Ida Theilade và John Donald Mood miêu tả khoa học đầu tiên năm 1997.

## Mẫu định danh
Mẫu định danh: Mood J.D. 178; thu thập ở tọa độ khoảng 5°6′22″B 116°1′59″Đ / 5,10611°B 116,03306°Đ, vùng đồi Paling Paling, gần Tenom, bang Sabah, Malaysia. Mẫu holotype được lưu giữ tại Trung tâm Nghiên cứu Rừng ở Sandakan, Sabah (SAN); mẫu isotype lưu giữ tại Đại học Aarhus, Đan Mạch (AAU).

## Từ nguyên
Tính từ định danh flammeum (giống đực: flammeus, giống cái flammea) là tiếng Latinh, nghĩa là màu lửa; ở đây để nói tới các lá bắc và hoa màu da cam giống như màu lửa của loài này.

## Phân bố
Loài này có trên đảo Borneo, đặc hữu vùng đồi Paling Paling, bang Sabah, Malaysia. Môi trường sống là rừng nguyên sinh vùng đồi đất thấp, ở cao độ 300–500 m.

## Mô tả
Thân lá cao 45–75 cm. Các bẹ lá có lông. Lưỡi bẹ dài 1-1,5 cm. Cuống lá dài 2 mm, có lông tơ. Lá hình elip, 20-27 × 7–9 cm, mặt trên nhẵn nhụi, mặt dưới với ít với lông lụa. Cụm hoa mọc từ thân rễ, phủ phục. Cán hoa dài 4–5 cm, màu đỏ xỉn. Cành hoa bông thóc hình thoi đến hình elip, 8-10 × 2,5–3 cm, đỉnh nhọn. Lá bắc hình trứng ngược, 2 × 1,5 cm, màu da cam, chuyển thành da cam xỉn khi thuần thục, các lá bắc sát gốc với màu ánh đỏ. Lá bắc con hình elip, 1,4 × 0,7 cm. Đài hoa dài 1,4 cm. Tràng hoa dài 5,4 cm, màu da cam; thùy tràng lưng 2,2 × 1 cm; các thùy tràng bên 2,2 × 0,5 cm, rời gần tới đáy. Cánh môi dài 5 cm, màu da cam tươi; thùy giữa thuôn dài, 1,5 × 0,8 cm; các thùy bên 0,5 × 0,4 cm. Bao phấn dài 1 cm, màu da cam. Phần phụ bao phấn dài 0,8 cm. Quả không rõ.
Z. flammeum gần giống với Z. coloratum nhưng khác ở chỗ các lưỡi bẹ dài hơn, mặt dưới phiến lá ít lông hơn, các lá bắc màu da cam và hoa màu da cam tươi.